# ولی‌الله شهاب فردوس
سید ولی‌الله شهاب فردوس (زاده ۱۲۸۸ فردوس) قاضی دادگستری، از نمایندگان توده‌ای مجلس شورای ملی و معاون وزارت دادگستری در دوره پهلوی بود. 
او نقش مهمی در تدوین قانون حمایت از خانواده داشت.
پدرش سید عبدالکریم موحد مجتهد از روحانیون شهر تون (فردوس) بود. خودش نیز تحصیلات دینی کرد اما بعداً به تحصیل در مدارس جدید روی آورد و پس از اخذ دیپلم ادبی در تبریز از دانشکده حقوق و علوم سیاسی دانشگاه تهران در رشته حقوق قضائی با رتبه اول فارغ‌التحصیل شد و از وزارت فرهنگ نشان علمی گرفت.
سید ولی‌الله شهاب فردوس در آغاز به معلمی پرداخت و پس از تحصیل در رشته حقوق، وارد خدمت دادگستری شد. پس از شهریور ۱۳۲۰ در حالی که دادستان فردوس بود، به حزب توده پیوست. برای شرکت در انتخابات دوره چهاردهم مجلس شورای ملی، خود را به مشهد منتقل کرد چون در حوزه مأموریت خود حق نامزدی در انتخابات نداشت و توانست به نمایندگی از فردوس و طبس به مجلس راه یابد.
شهاب فردوس در مجلس عضو فراکسیون حزب توده بود اما پس از پایان دوره نمایندگی‌اش از حزب توده کناره گرفت و به شغل قضائی بازگشت. اولین سمت او پس از نمایندگی، مستشاری استیناف (دادگاه تجدیدنظر) تهران بود. سپس به ریاست شعبه استیناف و چندی هم به ریاست کل محاکم بدایت رسید. ریاست اداره کل تصفیه، دادیاری و مستشاری دیوان عالی تمیز (دیوان عالی کشور) مشاغل بعدی او بود. چندی هم در زمان نخست‌وزیری دکتر علی امینی معاون وزیر دادگستری شد و سرانجام به ریاست شعبه دیوان عالی تمیز کشور رسید.